# Коллиер, Пол (экономист)
Пол Коллиер (англ. Paul Collier, родился 23 апреля 1949 года) — британский экономист по вопросам развития, профессор экономики и государственной политики в Школе управления имени Блаватника Оксфордского университета и директор Международного центра роста. В настоящее время он является приглашенным профессором в парижском Институте политических исследований и профессором Колледжа Святого Антония в Оксфорде. Занимал должность старшего советника Комиссии Блэра по Африке (англ.) и был директором исследовательской группы по вопросам развития Всемирного банка в период с 1998 по 2003 год. В 2010 и 2011 годах журнал Foreign Policy включил его в список лучших мировых мыслителей.

## Ранняя жизнь и образование
Коллиер родился 23 апреля 1949 года. Прадед Коллиера, Карл Хелленшмидт, был немецким иммигрантом в Великобританию. Во время Первой мировой войны дед Коллиера, Карл Хелленшмидт-младший, сменил фамилию с Хелленшмидт (нем. Hellenschmidt) на Коллиер.
Коллиер вырос в Шеффилде, где посещал школу короля Эдуарда VII (англ.). Изучал философию, политику и экономику в Оксфордском университете, там же получил степень доктора философии.

## Карьера
Коллиер был основателем центра по изучению экономики африканских стран и был его директором с 1989 по 2014 год.
С 1998 по 2003 год он был директором исследовательской группы по вопросам развития Всемирного банка.
В настоящее время Коллиер входит в консультативный совет академической организации «Борьба с бедностью» (ASAP).
Колльер является специалистом по политическим, экономическим проблемам и проблемам развития стран с низким уровнем дохода. Его исследования охватывают причины и последствия гражданской войны; последствия помощи и проблемы демократии в обществах с низким уровнем дохода и богатыми природными ресурсами; урбанизацию в странах с низким уровнем дохода; частные инвестиции в африканскую инфраструктуру и изменение организационной культуры.
В 1988 году он был удостоен книжной премии Эдгара Грэма за соавторство коллективной монографии «Труд и бедность в сельских районах Танзании: Уджамаа и развитие сельских районов в Объединенной Республике Танзания» (Labour and poverty in rural Tanzania: Ujamaa and rural development in the United Republic of Tanzania).
«Нижний миллиард: почему беднейшие страны терпят неудачу и что с этим можно сделать» (The Bottom Billion: Why the Poorest Countries are Failing and What Can Be Done About It) сравнивается с книгами Джеффри Сакса «Конец бедности» и Уильяма Истерли «Бремя белого человека», двумя влиятельными книгами, в которых, как и в книге Коллиера, обсуждаются плюсы и минусы помощи развивающимся странам в целях развития.
Его книга 2010 года «Разграбленная планета» (The Plundered Planet) заключена в его формулах:
- Природа — Технология + Регулирование = Голодание
- Природа + Технология — Регулирование = Грабеж
- Природа + Технология + Регулирование (Благое управление) = Процветание

Книга описывает попытку найти промежуточный путь между экстремизмом «Страусов» (отрицание, особенно отрицание изменения климата) и «Экологическим романтизмом» (например, движения против генетически модифицированных организмов в Европе). Коллиер опирается в ней на наследие экономической психологии жадности и страха, начиная с раннего утилитаризма (Иеремия Бентам) и заканчивая более поздним обзором Стерна.

## Награды
В 2008 году Коллиер назначен командором ордена Британской империи (CBE), а в 2014 году посвящён в рыцари за заслуги в продвижении исследований и изменений политики в Африке.
В ноябре 2014 года награжден Президентской медалью Британской академии за «его новаторский вклад в внедрение идей исследований в политику в области африканской экономики».
В июле 2017 года избран членом Британской академии (FBA), национальной академии гуманитарных и социальных наук Соединенного Королевства.

## Сочинения
- Исход. Как миграция изменяет наш мир = Exodus: How Migration is Changing Our World. / Пер. с англ. Николая Эдельмана. — М. : Изд-во Ин-та Гайдара, 2016. — 381, [1] с. ISBN 978-5-93255-452-4
  - Исход: как миграция изменяет наш мир. Глава 1. Табуированная тема // Экономическая социология. 2015. № 2. С. 12-23.
  - Исход: как миграция изменяет наш мир (Отрывок из книги). ПостНаука
- Будущее капитализма = The Future of Capitalism: Facing the New Anxieties. / Пер. с англ. Олега Филиппова. — М. : Изд-во Ин-та Гайдара, 2021. — 372, [1] с. ISBN 978-5-93255-601-6

## Цитаты
- Британское общество — это самое централизованное общество в Европе, это касается и того, как устроен финансовый мир в Сити, и политической системы[4].
- Чувство общей цели в Китае стало формироваться задолго до коммунистов — у императора был мандат служить народу[4].
- Цифровые технологии приведут к усилению страха и вымыванию большего числа работников с рынка труда[4].